# 向井久和
向井 久和（むかい ひさかず、1932年ごろ - ）は、日本の工学者、半導体開発のエンジニア。日本電信電話株式会社LSI研究所長、沖電気工業取締役技師長などを務めた。工学博士。

## 経歴
東京大学工学部電気工学科卒業。日本電信電話公社武威野電気通信研究所を経て、日本電信電話株式会社LSI研究所長。沖電気工業取締役技師長を経て、古賀総研シニアスタッフ。1994年・1995年、IEEE Electron Devices Society Japan Chapter Chairman。2010年4月29日、瑞宝小綬章受章（集積回路研究部長時代の電気通信事業への貢献に対し）

## 主な著書
- 『Siデバイス・プロセス技術の開発史』 向井 久和 監修 ; 通研半導体技術史 (Siデバイス・プロセス編) 編集委員会 編著 日本電信電話先端集積デバイス研究所 2017.3
- 『半導体加工装置の開発史』 向井 久和 監修 ; 通研半導体技術史 (装置編) 編集委員会 編著 日本電信電話先端集積デバイス研究所 2016.3

## 受賞
- 1972年 電子通信学会業績賞[7]（渡辺誠と共に）